# Blabbermouth.net
Blabbermouth.net é um site dedicado a notícias de heavy metal e hard rock. Além de notícias, o site também contém resenhas de álbuns de músicas e DVDs e um fórum de discussão. O Blabbermouth.net foi fundado e é administrado por Borivoj Krgin. A primeira versão do site foi lançada em março de 2001, mas em outubro de 2001 mudou completamente sua aparência e foi patrocinada e hospedada pela Roadrunner Records.
O Blabbermouth.net foi descrito pela London Free Press como "um site confiável para fãs e recursos". Blabbermouth.net é amplamente citado como fonte autorizada, em particular London Free Press, New Musical Express, MTV.com, Toronto Sun,Baltic News Service, St. Petersburg Times, News.com.au, e OC Weekly.

## História
O fundador do site, Borivoj Krgin, criou o conceito Blabbermouth em janeiro de 2000. Seu amigo e fundador da Century Media Records, Robert Kampf, propôs a criação de um portal de heavy metal para comercializar gravadoras através deste portal. No entanto, Borivoj Krgin não apoiou essa ideia, mas falou a favor da criação de um site de notícias 24 horas por dia, já que não havia bons sites de notícias na época. Borivoj Krgin começou a desenvolver o site, cuja versão "primitiva" inicial foi lançada em 3 de março de 2001. Outro amigo e ativista Roadrunner Records, Monte Conner sugeriu mudar o site para os servidores desse rótulo, para que o Krgin pudesse se concentrar no conteúdo, e não nos aspectos técnicos. Assim, o Blabbermouth.net foi oficialmente aberto em outubro de 2001.